# Edifici d'habitatges a la plaça de la Pietat, 8 (Vic)
L'Edifici d'habitatges a la plaça de la Pietat, 8 és una obra amb elements eclèctics i barrocs de Vic (Osona) protegida com a Bé Cultural d'Interès Local.

## Descripció
Edifici entre mitgeres que fa cantonada. Consta d'una planta baixa i tres pisos superiors. Les obertures es divideixen en dos eixos verticals. El portal és de llinda plana i de reduïdes dimensions, amb una finestra oval coronant-lo. En els dos primers pisos combina el balcó volat amb una petita finestra clàssica, mentre que al tercer pis hi ha només finestres. Destaca l'esgrafiat de la façana, el qual decora en forma de sanefa algunes obertures de la façana i l'angle de la cantonada.